# Chu Thái
Chu Thái (chữ Hán: 周泰) là công thần khai quốc nước Đông Ngô thời Tam Quốc trong lịch sử Trung Quốc.

## Thời Tôn Sách
Chu Thái tự là Ấu Bình (幼平), người Hạ Sái xứ Cửu Giang.
Chu Thái xuất hiện trong sử sách từ thời Tôn Sách chinh phục Giang Đông. Khi Tôn Sách tiến vào Cối Kê, Chu Thái được phong làm Biệt bộ tư mã. Ông phụng sự Tôn Sách rất chu đáo.
Em Tôn Sách là Tôn Quyền rất thích Chu Thái, xin Tôn Sách cho ông trực tiếp phục vụ mình. Tôn Sách bằng lòng, Chu Thái trở thành người cận vệ cho Tôn Quyền.
Tôn Sách mang đại quân đi đánh cướp núi 6 huyện, giao cho Tôn Quyền ở lại giữ Tuyên Thành, quân bảo vệ chỉ có 1000 người. Tôn Quyền còn trẻ, lơ là phòng bị. Đột nhiên có mấy vạn quân địch đến tập kích, khí thế rất mạnh. Mọi người hoảng loạn bỏ chạy, Tôn Quyền vừa lên ngựa đã bị chặt đứt cương. Trong tình thế nguy hiểm, Chu Thái một mình tả xung hữu đột bảo vệ che chắn cho Tôn Quyền. Các tướng sĩ xung quanh thấy Chu Thái quả cảm, lấy lại bình tĩnh, xông lại đánh giúp. Sau khi quân địch bị đẩy lui, áo Chu Thái đầy máu. Mọi người kiểm tra thì thấy ông có cả thảy 12 vết thương.
Tôn Sách trở về rất cảm kích, phong cho Chu Thái lãnh huyện Xuân Cối.

## Thời Tôn Quyền
Tôn Sách mất (200), Chu Thái theo Tôn Quyền tham gia chiến dịch Giang Hạ đánh Hoàng Tổ rồi lui về Dự Chương, được phong làm quan huyện Tuyên Xuân.
Năm 208, Chu Thái lại tham gia đánh Hoàng Tổ - thái thú Giang Hạ dưới quyền Lưu Biểu - lập công. Cuối năm, ông cùng Chu Du, Trình Phổ tham gia trận Xích Bích đại thắng Tào Tháo và dự chiến dịch vây Tào Nhân ở Nam Quận.
Tôn Quyền chiếm được mấy quận Kinh châu, Chu Thái được giao trấn thủ đất Sầm.
Năm 212, Tào Tháo lại mang quân nam tiến, đánh Nhu Tu. Chu Thái được lệnh mang quân chống cự. Cuối cùng Tào Tháo rút lui, ông được lệnh trấn thủ Nhu Tu, được phong là Bình lỗ tướng quân.
Thấy một số tướng lĩnh có vẻ không phục Chu Thái, Tôn Quyền bèn thân hành đi tuần đến họp các tướng, tổ chức tiệc rượu trong doanh trại và bảo Chu Thái cởi áo. Mọi người kinh ngạc vì trên người ông chi chít không chỗ nào không có sẹo. Tôn Quyền hỏi han Chu Thái về từng vết thương. Chu Thái kể lại từng trận đánh. Mỗi lần ông kể Tôn Quyền lại ban cho ông một chén rượu và ôm Chu Thái khóc. Mọi người lúc đó hiểu ra sự khổ công ngoài chiến trường của Chu Thái, đều rất cảm động.
Năm 219, Tôn Quyền đánh bại Quan Vũ, chiếm được Kinh châu, lại muốn đánh sang đất Thục, bèn phong cho Chu Thái làm Thái thú Hán Trung, Phấn uy tướng quân, Lăng hương hầu.
Sử ghi sau này Chu Thái mất vào trong niên hiệu Hoàng Vũ (222-229) khi Tôn Quyền đã là Ngô vương, không rõ cụ thể năm nào.

## Trong Tam Quốc diễn nghĩa
Chu Thái xuất hiện trong tiểu thuyết Tam Quốc diễn nghĩa của La Quán Trung từ khi Tôn Sách lập nghiệp ở Giang Đông. Sau lần bị thương vì cứu Tôn Quyền, ông được Hoa Đà chữa thuốc.
Sau này Chu Thái được mô tả là viên mãnh tướng dự nhiều trận đánh quan trọng của Đông Ngô. Ông còn được nhắc tới là viên tướng chiến đấu dũng cảm cứu Tôn Quyền trong trùng vây một lẫn nữa ở trận Hợp Phì đánh tướng Tào Ngụy là Trương Liêu năm 215. Sau khi thoát khỏi trận này, Tôn Quyền mới bảo ông cởi áo kể từng vết thương.
Năm 222 Chu Thái lại dự trận Di Lăng thắng Lưu Bị. Ông có công chém chết Man Vương là Sa Ma Kha khi ông kéo quân truy kích quân Thục Hán.